# Alliant Techsystems
Alliant Techsystems (ATK) — американская компания аэрокосмических, оборонных и спортивных товаров со штаб-квартирой в округе Арлингтон, штат Вирджиния, США. Компания работала в 22 штатах, Пуэрто-Рико и других странах. Выручка ATK в 2014 финансовом году составила около 4,78 млрд долларов США.
29 апреля 2014 года ATK объявила о выделении своей спортивной группы и объединении аэрокосмической и оборонной групп с Orbital Sciences Corporation .
Выделение Sporting Group для создания Vista Outdoor и слияние, приведшее к созданию Orbital ATK, были завершены 9 февраля 2015 г .; обе компании начали свою деятельность как отдельные компании 20 февраля 2015 г.

## История
ATK была основана как независимая компания в 1990 году, когда Honeywell передала свой оборонный бизнес акционерам. Бывшие предприятия Honeywell в течение 50 лет поставляли в США и их союзникам оборонную продукцию и системы, в том числе первый электронный автопилот для бомбардировщиков самолётов B-17 во время Второй мировой войны.

## Слияния и поглощения
В 1995 году ATK вышла на аэрокосмический рынок с приобретением Hercules Aerospace Co., подразделения Hercules Inc. С тех пор ATK стала поставщиком аэрокосмической и оборонной продукции правительству США и его союзникам, а также их подрядчикам. Он также занимается производством и продажей пороховых линий Hercules.
В 2001 году ATK приобрела Thiokol, переименовав её в ATK Launch Systems в 2006 году, хотя она до сих пор известна в отрасли под своим первоначальным названием. Thiokol был единственным производителем многоразового твердотопливного ракетного двигателя, используемого для запуска космического корабля НАСА, который адаптируется для системы космического запуска НАСА.
Также в 2001 году ATK вышла на рынок спортивных боеприпасов и боеприпасов для правоохранительных органов, приобретя бизнес по производству боеприпасов Blount International. Это приобретение сделало ATK крупнейшим производителем боеприпасов в стране.
В 2009 году ATK приобрела Eagle Industries, а в 2010 году ATK приобрела Blackhawk Industries Products Group Unlimited, LLC, выйдя на рынок безопасности и правоохранительных органов.
29 апреля 2014 года ATK объявила, что её правление единогласно одобрило план создания двух независимых публичных компаний, состоящих из текущих предприятий ATK и Orbital Sciences Corporation. ATK выделяет свою спортивную группу акционерам ATK на безналоговой основе. За выделением сразу же последует полное слияние аэрокосмической и оборонной групп ATK с Orbital Sciences; Акционеры Orbital получат обыкновенные акции ATK в качестве вознаграждения. Объединённая компания будет называться Orbital ATK Inc. 28 октября 2014 г. ATK объявила, что будет добиваться одобрения выпуска акций для акционеров Orbital 9 декабря.
В АТК отреагировали на новость о взрыве ракеты, построенной Orbital в разговоре о доходах. ATK заявила, что проведет «тщательную оценку любых потенциальных последствий инцидента, включая текущие операционные планы, долгосрочные стратегии и предлагаемую сделку». В ATK также заявили, что внимательно изучают свой двигатель Castor 30XL, который используется во второй ступени ракеты Orbital Antares. В АТК также отметили, что взрыв произошел до воспламенения второй ступени.
7 ноября 2014 г. ATK заявила, что комплексная оценка её слияния с Orbital Sciences, проведенная в ответ на отказ ракеты Orbital Antares, показала, что сделка отвечает интересам её акционеров. Обе фирмы перенесли голосование акционеров по слиянию с 9 декабря 2014 г. на 27 января 2015 г.

## Подразделения компании

### ATK Aerospace

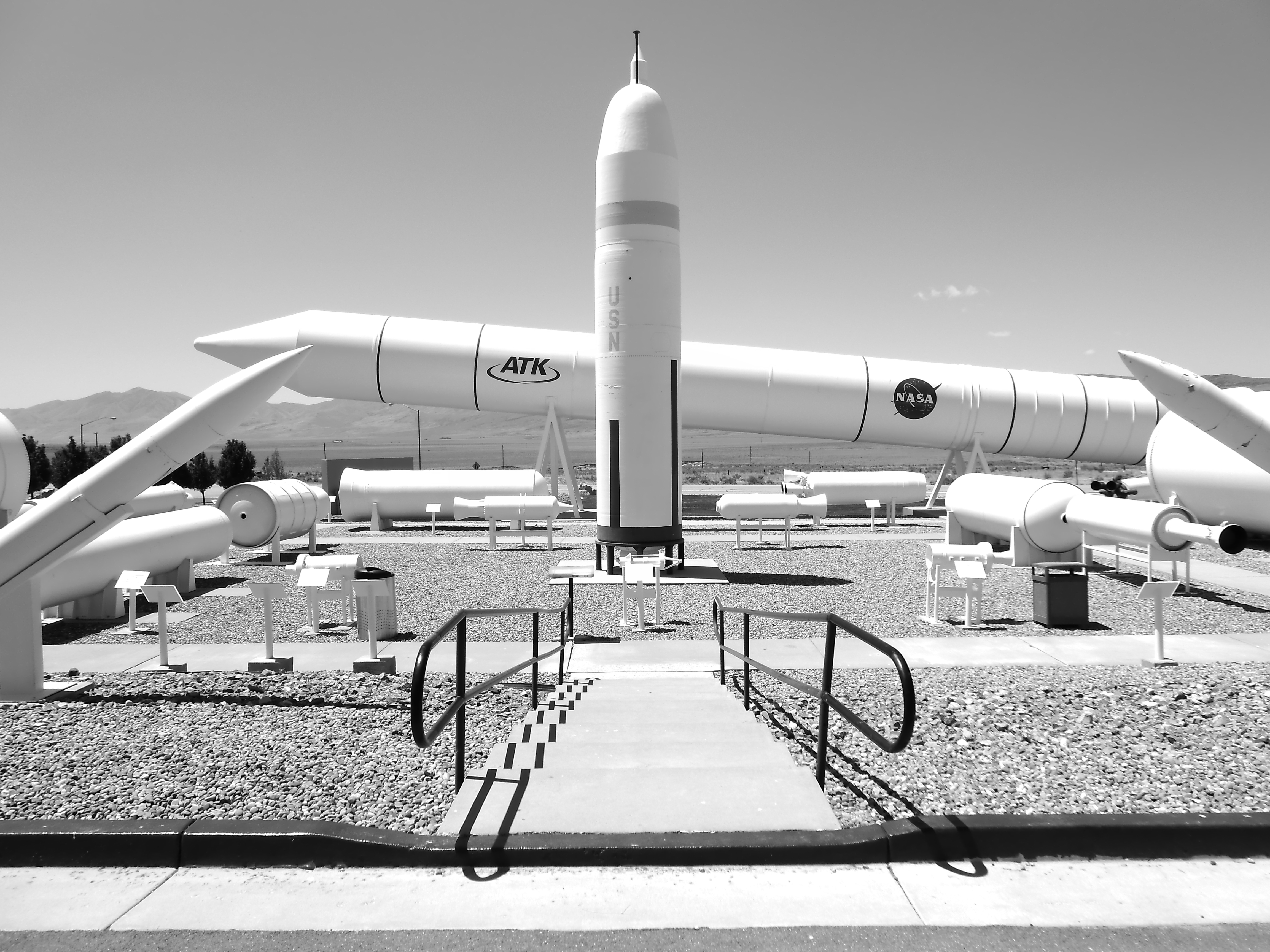
Выставка ракет АТК

Аэрокосмическая группа ATK занималась космической, оборонной и коммерческой аэрокосмической продукцией и возможностями. Группа предлагала двигатели для исследования космоса, коммерческие ракеты-носители, а также стратегическую и противоракетную оборону. Штаб-квартира ATK Aerospace находилась в городе Магна, штат Юта .
Подразделение также специализируется на:
- Композитные конструкции для военных и коммерческих самолётов
- Двигатель Rolls-Royce Trent XWB-97
- Lockheed Martin F-35 Lightning II (также известный как Joint Strike Fighter)
- Интегрированные спутниковые системы
- Компоненты и подсистемы спутников
- Военные сигнальные ракеты и ловушки
- Услуги космической техники
- Силовые установки для исследования космоса, коммерческие ракеты-носители, стратегические и ракетные установки
  - Ракета-зонд ALV X-1

В ноябре 2010 года НАСА выбрало ATK для потенциальных контрактов на системы ракет-носителей большой грузоподъемности и другие двигательные технологии. В 2012 году НАСА заключило с компанией контракт на сумму 50 миллионов долларов на завершение инженерных разработок и испытаний по снижению рисков в рамках разработки передовой концепции ракеты-носителя для системы космического запуска (SLS).
В апреле 2014 года ATK получила контракт от United Launch Alliance на сумму 178 миллионов долларов на производство композитных конструкций для программы Evolved Expendable Launch Vehicle ВВС США. ATK будет поставлять детали для Atlas V и Delta IV, начиная с 2014 года и до начала 2018 года. Есть возможность дополнительных поставок в 2017 и 2018 годах. ATK предоставит обтекатели, адаптеры полезной нагрузки и диафрагмы, промежуточные ступени, носовые обтекатели и компоненты тепловой/аэродинамической защиты. Все конструкции будут производиться в Центре передового опыта по крупным конструкциям ATK в Айюке, штат Миссисипи. ATK производит авионику для программы NASA Space Launch System . Система космического запуска предназначена для операций в дальнем космосе, в том числе для полетов на Марс. После того, как ATK закончит испытания, авионика будет доставлена в Центр космических полетов НАСА имени Маршалла . Первый запуск ожидается в 2017 г.

### Airbus A350 XWB-1000[14]
ATK производит композитные стрингеры и шпангоуты для варианта Airbus A350 XWB-1000 на своем предприятии в Клирфилде, штат Юта. По состоянию на 2014 год ATK поставила Airbus более 10 000 компонентов.

### Boeing 787 Dreamliner
ATK участвовала в консорциуме по разработке нового сопла двигателя для Boeing 787, призванного сделать его эксплуатацию более экологически чистой. Сопло было изготовлено из оксидно-оксидного композита с керамической матрицей (CMC) и испытано на 787 ecoDemonstrator . Испытания Boeing показывают, что сопло более термостойкое, чем предыдущие модели, и легче, что позволяет потенциально повысить эффективность использования топлива. Это была самая большая деталь, когда-либо сделанная из CMC.

### Многоцелевой пилотируемый корабль «Орион»
Многоцелевой пилотируемый корабль «Орион» — это космический корабль, предназначенный для перевозки экипажа до четырёх астронавтов в пункты назначения за пределами низкой околоземной орбиты . В настоящее время НАСА разрабатывает для запуска с помощью системы космического запуска . Орион будет способствовать исследованию человеком Луны, астероидов и Марса .
ATK разработала двигатель прерывания запуска, который находится на верхней части капсулы Orion. Это устройство будет поднимать капсулу и её экипаж от ракеты в случае серьёзной неисправности на стартовой площадке или во время подъёма. ATK также разработала множество композитных деталей, обеспечивающих теплозащиту Orion.

### Космический телескоп James Webb

3/4 вида JWST «сверху» (противоположная сторона от Солнца)

ATK работала с Northrop Grumman над созданием опорной рамы объединительной платы (BSF) для космического телескопа Джеймса Уэбба. BSF, центральная секция и крылья образуют так называемую систему поддержки объединительной платы главного зеркала (PMBSS). BSF является основной несущей конструкцией во время запуска, а PMBSS удерживает основные инструменты телескопа, включая его зеркала. BSF был разработан и изготовлен на заводе ATK в Магне, штат Юта. Компания ATK спроектировала и изготовила более 10 000 деталей для PMBSS. PMBSS сделан в основном из легкого графита, но использовались и многие другие материалы, включая инвар, титан и другие композитные материалы.

### Delta II

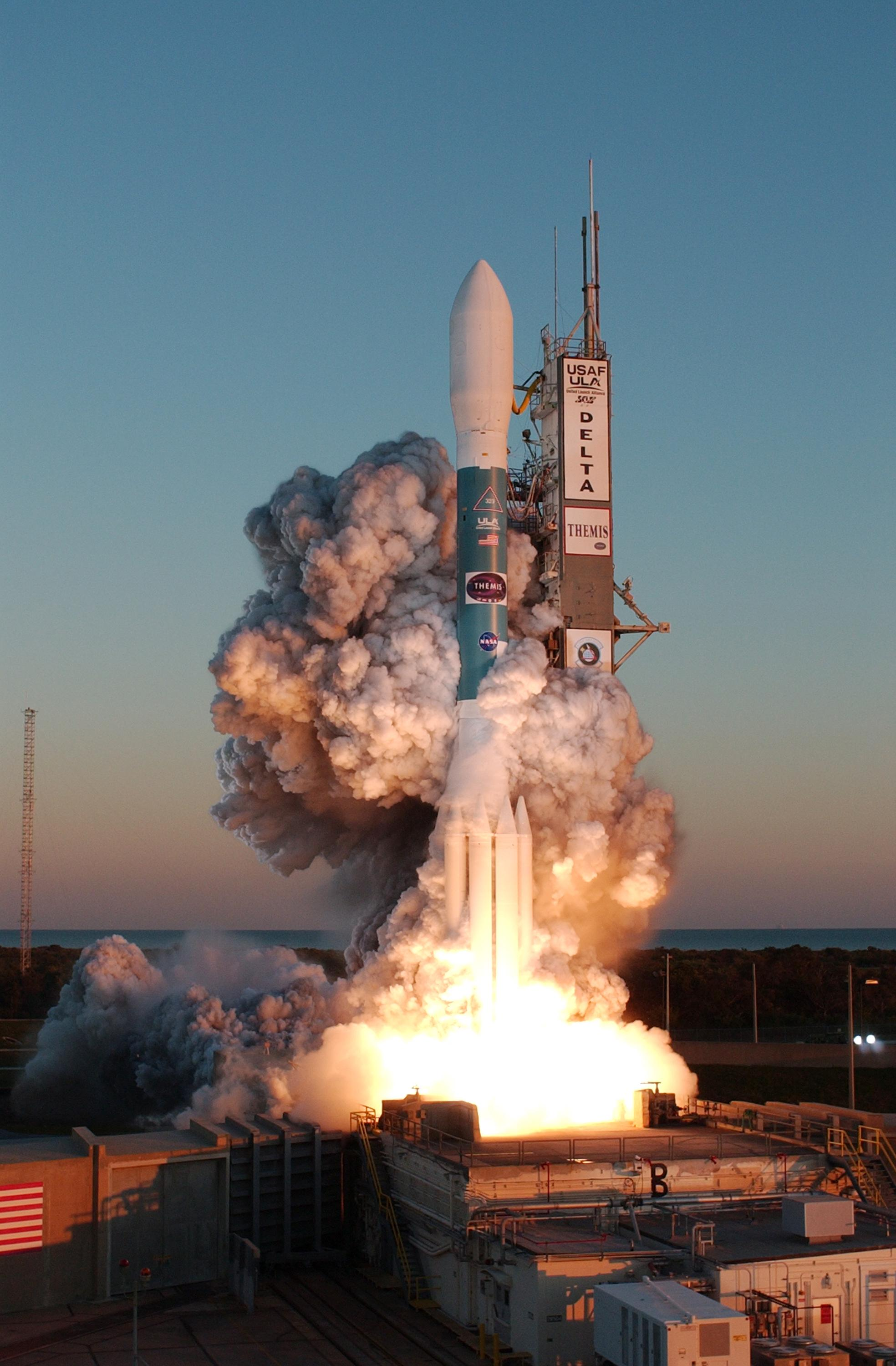
Облака дыма вокруг 323-й ракеты «Дельта» на стартовой площадке 17Б

ATK производит двигатели с графитовым эпоксидным покрытием (GEM) и самые большие композитные обтекатели для ракеты Delta II в качестве субподрядчика United Launch Alliance. По состоянию на июнь 2014 года ATK произвела 987 твердотопливных ракетных ускорителей для миссий Delta II. Эти накладные ускорители, известные как GEM-40, добавляют 434 000 фунтов к максимальной тяге Delta II. GEM-40 можно использовать группами по три, четыре и девять человек в зависимости от веса полезной нагрузки. Композитные конструкции, поставляемые ATK, повышают производительность за счет снижения веса. Помимо композитных ускорителей для GEM-40, ATK производит композитный обтекатель полезной нагрузки шириной 10 футов, который закрывает и защищает спутники во время запуска. ATK также производит топливные баки с титановой диафрагмой и бак под давлением для каждой машины Delta II.

### Delta IV
ATK производит двигатели с графитовым эпоксидным покрытием и множество других компонентов для ракеты Delta IV. Например, для Delta IV, который вывел на орбиту спутник Wideband Global SATCOM (WGS-6) для ВВС США, ATK поставила межкаскадный соединитель, который соединил Common Booster Core и криогенную вторую ступень, центральный корпус, который соединяет жидкостную от кислородного бака до баков с жидким водородом, тепловой экран двигателя РС-68, композитный обтекатель полезной нагрузки и многочисленные элементы крепления полезной нагрузки.

### Orbiting Carbon Observatory 2
Orbiting Carbon Observatory 2 (OCO-2) — американский спутник для изучения окружающей среды . Космический корабль используется для изучения концентрации и распределения углекислого газа в атмосфере. ATK произвела тепловые трубки с переменной проводимостью OCO-2, важную часть его системы терморегулирования, солнечных батарей и подложек солнечных батарей.

### InSight

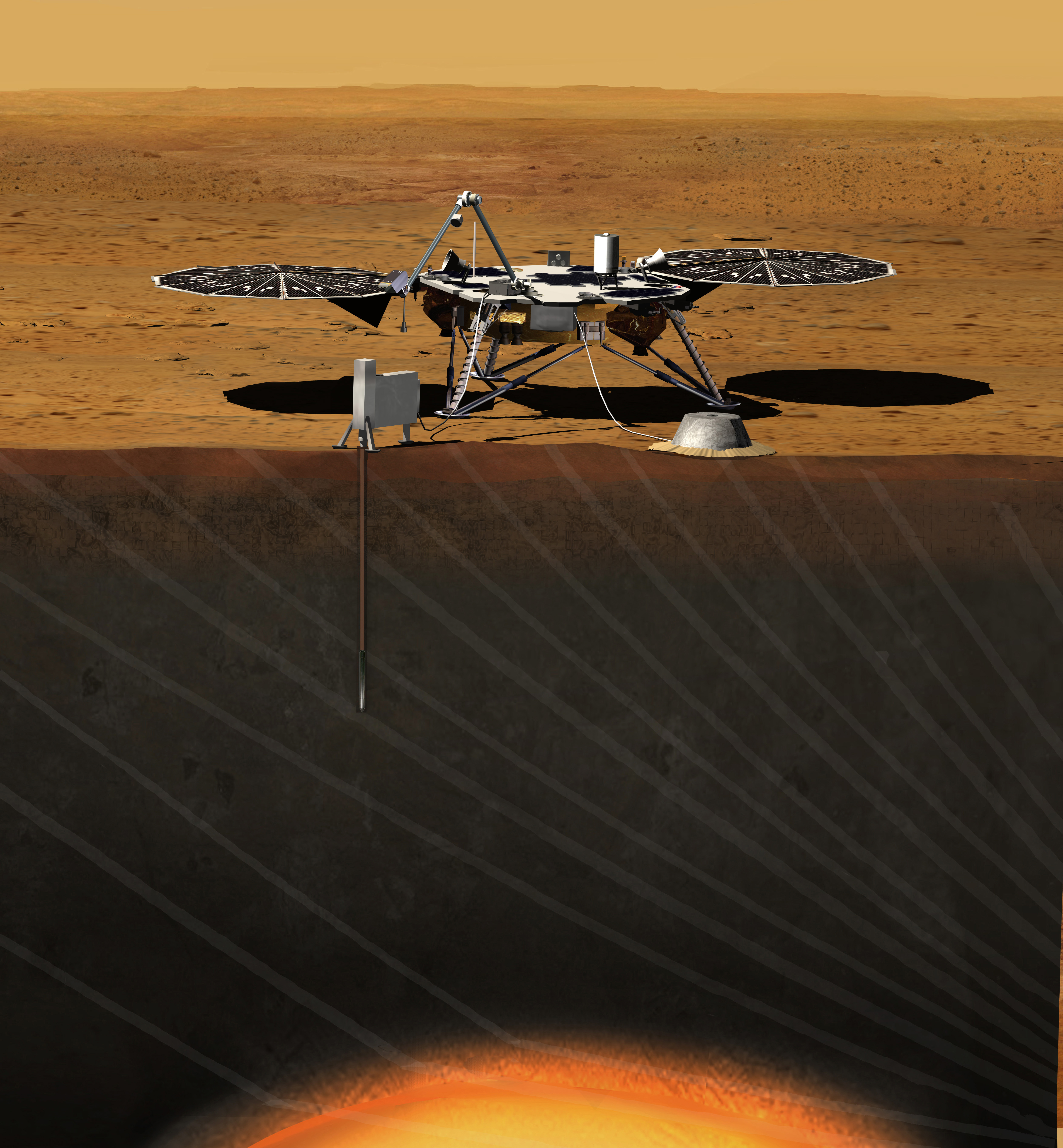

InSight — это роботизированная посадочная миссия на Марс, первоначально запланированная к запуску в марте 2016 года Цель миссии — разместить на поверхности Марса стационарный посадочный модуль, оснащенный сейсмометром и датчиком теплового потока, для изучения его ранней геологической эволюции. Это принесло бы новое понимание планет земной группы Солнечной системы. Компания ATK получила контракт на поставку своих солнечных батарей UltraFlex для миссии. ATK утверждает, что UltraFlex обеспечит лучшую производительность, чем типичные солнечные батареи, используемые на космических кораблях, и при этом будет соответствовать амбициозным требованиям к малой массе и малым размерам.

### Atlas V
Компания АТК приняла участие в конкурсе на замену ракетного двигателя российского производства на ракете Atlas V в сентябре 2014 года. Atlas V используется для запуска большинства военных спутников США. АТК приняла участие в конкурсе в ответ на запрос предложений Центра космической и противоракетной обороны ВВС, выданный в 2013 году по ракетному двигателю РД-180. ATK уже поставляет ракетные двигатели, используемые в более тяжелой версии Atlas V. ATK заявляет, что твердотопливные двигатели более надежны и обеспечивают большую тягу. В ATK заявили: «Твердотопливные ракетные двигатели оптимальны для работы первой ступени, поскольку они обеспечивают высокую стартовую тягу, что позволяет увеличить запас полезной нагрузки. Им также требуется меньше наземной и стартовой инфраструктуры, что приводит к меньшему количеству запусков». Двигатели РД-180 используют в качестве топлива керосин. Запрос со стороны ВВС возник из-за опасений по поводу того, будут ли РД-180 доступны в будущем из-за роста напряженности в отношениях с Россией.

### Графитово-эпоксидный двигатель
Графитово-эпоксидный двигатель (GEM) — это твердотопливный ракетный двигатель производства ATK с корпусом из эпоксидного композита . GEM используются в качестве ускорителей для ракет-носителей Delta II, Delta III и Delta IV . Использование композиционных материалов позволяет сделать корпуса разгонных блоков в несколько раз легче стальных корпусов твердотопливных двигателей Castor 4, которые они заменили. Первый полет GEM произошел в 1990 году на Delta II 7925.

### ATK Defense Group

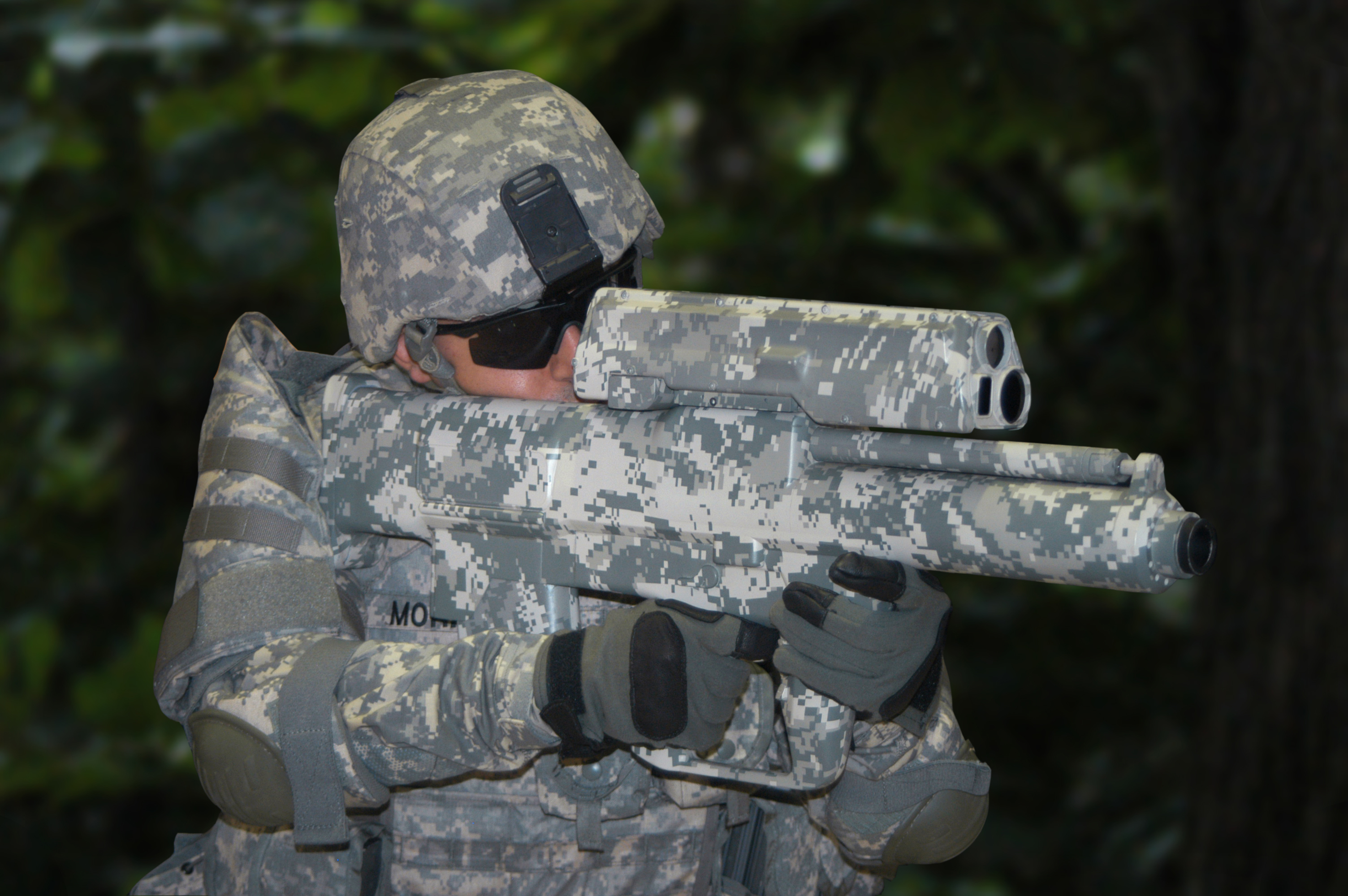
Система поражения целей XM-25 Counter Defilade

Группа защиты ATK производила боеприпасы, высокоточное и ударное оружие, решения для предупреждения о ракетном нападении и тактические ракетные двигатели для систем воздушного, морского и наземного базирования.
ATK Defense Group разрабатывает продукты и услуги для:
- Боеприпасы малого, среднего и крупного калибра
- Противорадиационные самонаводящиеся ударные машины
  - ААРГМ
- Предупреждение о ракетном нападении и обнаружение вражеского огня
- Высокоточные боеприпасы
  - ПГК
  - ХМ25
- Двигательная установка, усовершенствованный взрыватель и боеголовки
- Орудийные комплексы среднего калибра
- Перехватчики противоракетной обороны
- Самолёт специального назначения ISR с вооружением
  - МС-27J

По состоянию на апрель 2014 года у ATK был трехлетний контракт с Lockheed на разработку боеголовки для управляемой реактивной системы залпового огня . Контракт включает проектирование, производство и разработку. Работа ATK будет сосредоточена на характеристиках системы, квалификации боеголовок и технологичности.

### Завод армейских боеприпасов в Лейк-Сити
В 2012 году армия США выбрала ATK для продолжения эксплуатации и обслуживания армейского завода по производству боеприпасов в Лейк-Сити (LCAAP) ещё от семи до десяти лет. LCAAP является федеральным учреждением в Индепенденсе, штат Миссури. Он был построен компанией Remington Arms в 1941 году для производства и испытаний малокалиберных боеприпасов для армии. По состоянию на июль 2007 года завод выпускал около 1,5 млрд патронов в год. LCAAP до сих пор испытывает боеприпасы и является крупнейшим производителем боеприпасов для стрелкового оружия для вооруженных сил США. ATK использует LCAAP с апреля 2001 г.Армия США и ATK открыли отремонтированный завод по производству боеприпасов в LCAAP в декабре 2014 года. Модернизация повысила эффективность и контроль качества. Армия и АТК инвестировали 11 миллионов долларов в модернизацию «Здания 65» для производства 20-миллиметровых боеприпасов. Эти снаряды большого калибра обычно стреляют из автоматических пушек, установленных на наземных транспортных средствах и самолётах. В корпусе 65 до 1997 года производилось производство круглых 20-миллиметровых патронов, а затем оно было переведено в корпус 3. На линии работает около 50 человек.

### Усовершенствованная противорадиационная управляемая ракета AGM-88E

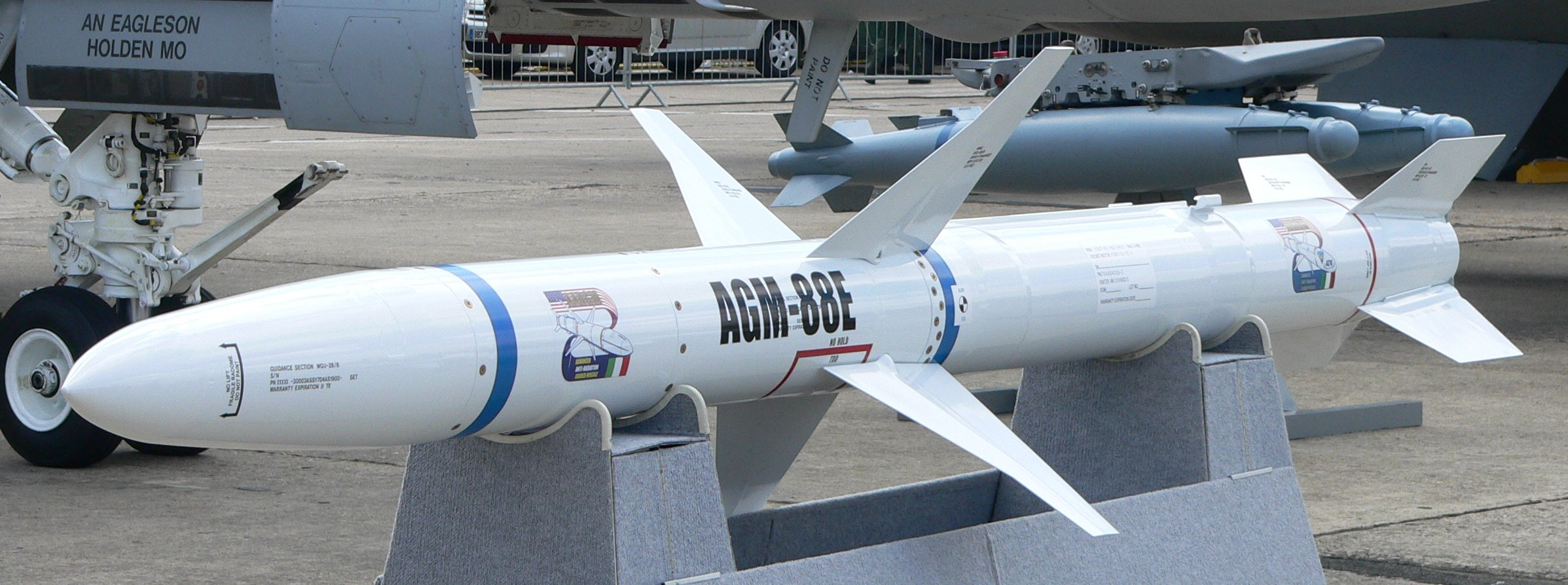
АГМ-88Э

Усовершенствованная противорадиационная управляемая ракета AGM-88E (AARGM) представляет собой модернизацию высокоскоростной противорадиоактивной ракеты AGM-88 (HARM). AARGM является результатом сотрудничества между США и Италией. Производится компанией АТК. В сентябре 2013 года ATK поставила 100-й AARGM ВМС США. Сначала он будет интегрирован в самолёты FA-18C/D, FA-18E/F, EA-18G и Tornado ECR, а затем и в F-35 . Программа разработки AGM-88E выполнялась в соответствии с графиком и не превысила установленный бюджет.
В августе 2014 года ВМС США заключили с ATK полноценный контракт на производство для AARGM. В рамках этого контракта ATK также поставит учебные ракеты для захвата в воздухе как для США, так и для Италии. Это третий контракт на AARGM, выигранный ATK, и его стоимость составляет 96,2 миллиона долларов.

### Система предупреждения о приближении ракет AN/AAR-47
Система предупреждения о приближении ракеты (MWS) AN / AAR-47 используется на тихоходных самолётах, таких как вертолеты и военно-транспортные самолёты, для уведомления пилота об угрозах и запуска систем противодействия самолёта. Его основными пользователями являются армия, флот и военно-воздушные силы США, но им также пользуются и другие страны. Первоначально разработанный Loral Space & Communications, он был исключительно продуктом ATK с 2002 года. AN/AAR-47 пассивно обнаруживает ракеты по их инфракрасной сигнатуре и использует алгоритмы для различения приближающихся ракет и ложных тревог. Более новые версии также имеют лазерные датчики предупреждения и способны обнаруживать более широкий спектр угроз. После обработки характера угрозы система выдает пилоту звуковое и визуальное предупреждение и указывает направление приближающейся угрозы. Он также отправляет сигнал в систему инфракрасного противодействия самолёта, которая затем может, например, развернуть ракеты. Разработка оригинального AN/AAR-47(V)1 началась в 1983 году компанией Loral. АТК стала вторым источником производства в середине 90-х и в конечном итоге стала основным подрядчиком. В 1998 году АТК начала производство улучшенного AN / AAR-47 (V) 2, в котором были добавлены функции предупреждения о лазерном облучении.

### Комплект точного наведения
Precision Guidance Kit (PGK) — это программа армии США по разработке системы точного наведения для существующих 155 артиллерийские снаряды мм. Генеральным подрядчиком является Alliant Techsystems, а в проектную группу входит Interstate Electronics Corporation. При работе PGK ввинчивается в носовую часть снаряда так же, как и существующий взрыватель . Однако, помимо функции взрывателя, он будет обеспечивать пакет GPS- наведения и управляющие поверхности для корректировки полета снаряда. Это аналогично добавлению хвостового комплекта Joint Direct Attack Munition (JDAM) к тупой железной бомбе, создавая высокоточный боеприпас . Производство началось в 2009 году.

### Автопушки Bushmaster

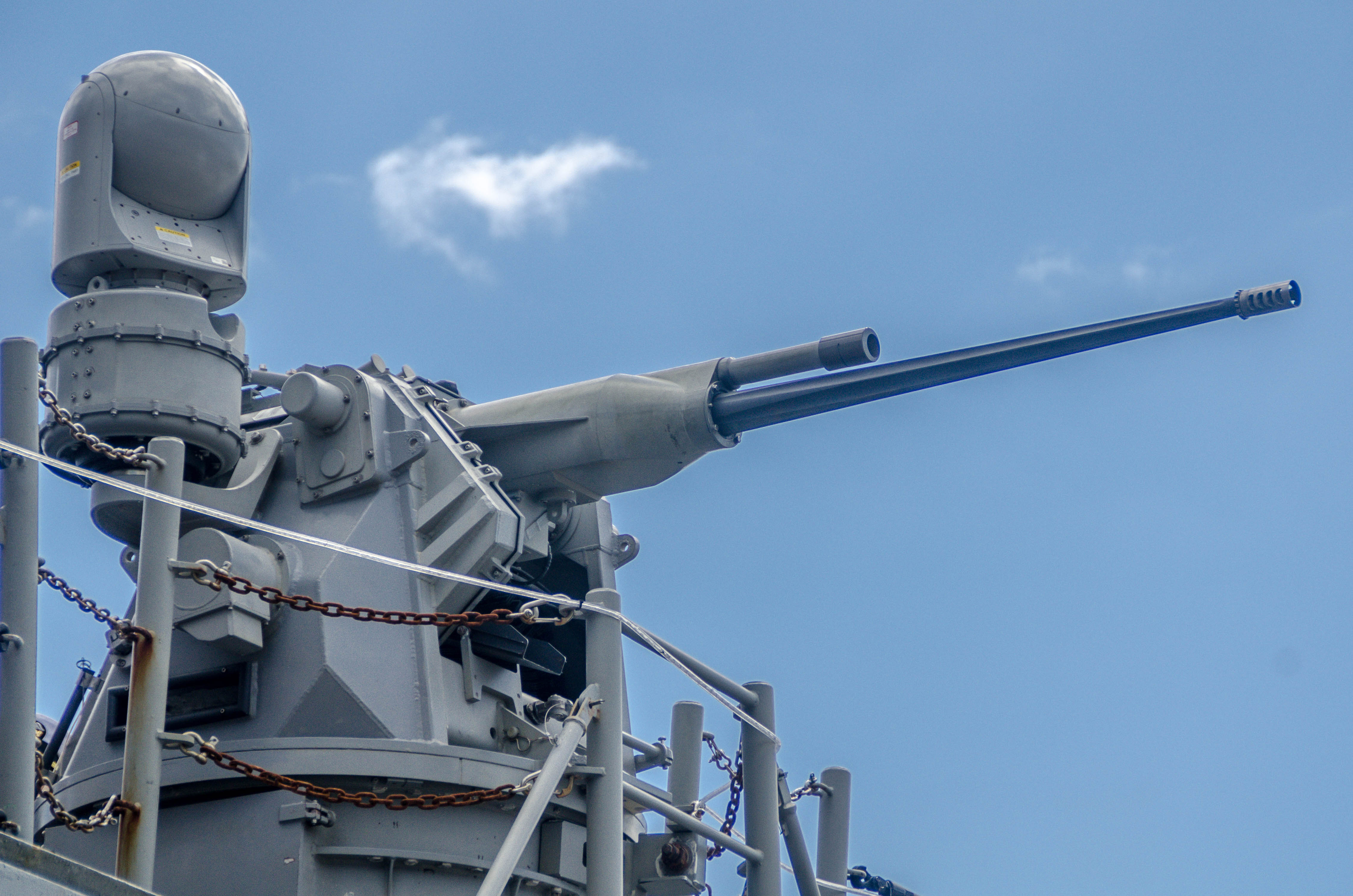
USS Chosin (CG-65) cruiser’s 25mm M242 Bushmaster autocannon

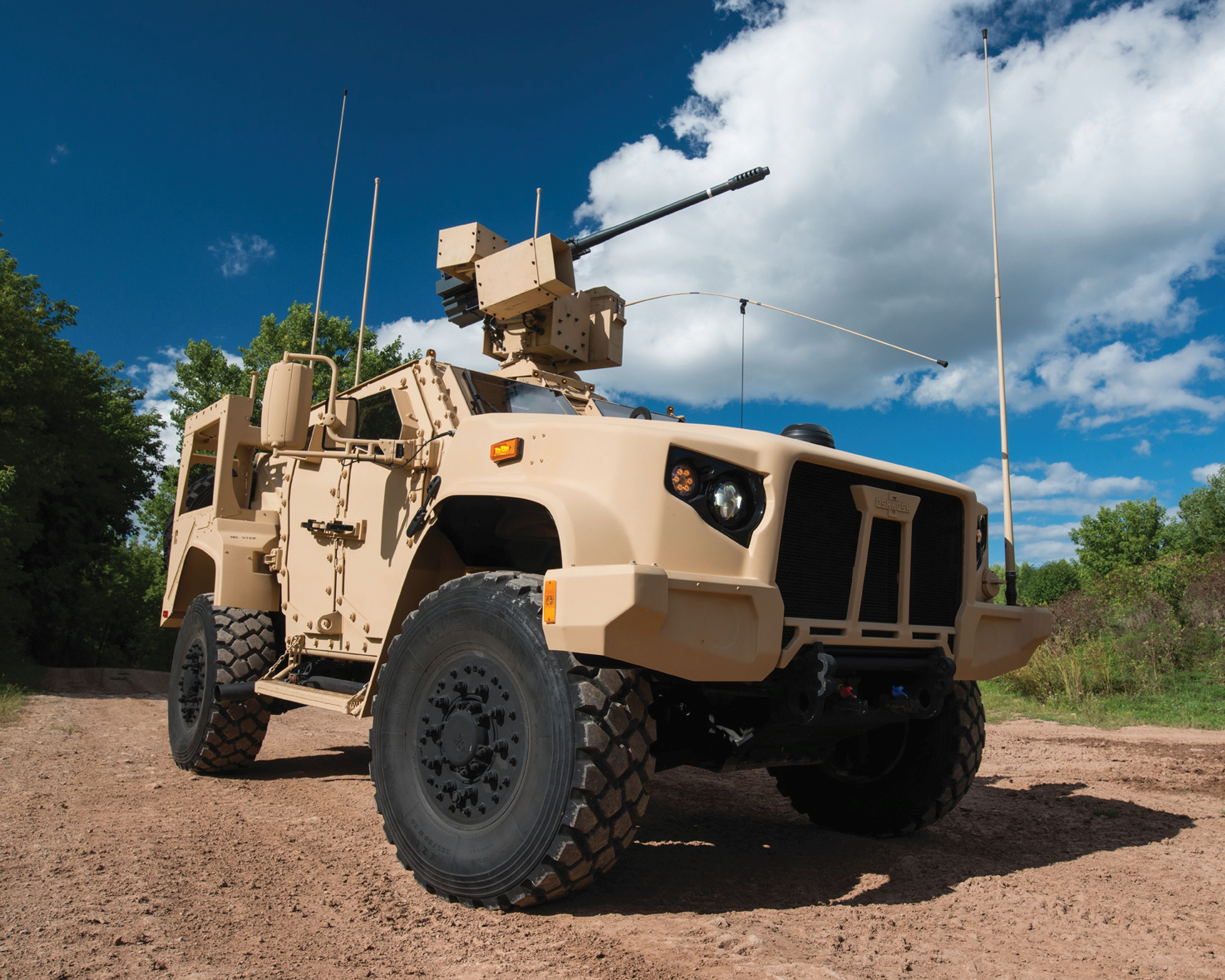
2016: Oshkosh L-ATV (сконфигурированный как JLTV) с системой дистанционного вооружения EOS R-400S-MK2, вооруженной 30-мм легкой автоматической цепной пушкой M230-LF компании Orbital ATK.

M242 Bushmaster — 25-мм (25×137 мм) автопушка с цепным питанием . Он широко используется силами США и НАТО в наземных боевых машинах и плавсредствах. Первоначально оружие было разработано и изготовлено компанией McDonnell Douglas . Это одноствольное оружие с внешним приводом и цепным приводом, из которого можно стрелять в полуавтоматическом, автоматическом или автоматическом режимах. Он питается с помощью ремня с металлическими звеньями и имеет возможность двойной подачи. Термин «цепной пистолет» происходит от использования роликовой цепи, которая приводит в движение затвор вперед и назад. Пушка может поражать легкобронированную технику и воздушные цели, например вертолеты и тихоходные самолёты. Он также может подавлять позиции противника, такие как незащищенные войска, окопавшиеся позиции и занятые населенные пункты. Стандартная скорострельность — 200 выстрелов в минуту. Оружие имеет эффективную дальность 3000 метров (9800 футов) , в зависимости от типа используемых боеприпасов.
Mk44 Bushmaster II — 30-мм цепная пушка, также производимая ATK. Это производная от 25-мм M242, упомянутого выше, и использует 70 % тех же деталей, что и M242. Mk 44 Bushmaster II является стандартным основным вооружением ББМ Bionix-II, которая в настоящее время находится на вооружении сингапурской армии, KTO Rosomak на вооружении Польши, а также ББМ CV90 на вооружении Финляндии, Норвегии и Швейцарии . Некоторые корабли ВМС США, такие как новый десантный транспортный док класса Сан-Антонио , вооружены Bushmaster II для защиты от надводных угроз.
XM813 Bushmaster, также производимый ATK Defense, основан на Mk44 и предлагается в качестве модернизации для M1126 Stryker и M2 Bradley . Улучшения включают в себя ствол на один дюйм длиннее, встроенное крепление, повышающее вероятность попадания с первого выстрела на 10 процентов, и двойную систему отдачи, повышающую точность и справляющуюся с будущими более горячими порохами. Он может иметь систему выбора следующего раунда без ссылок. 30 мм цепная пушка может стрелять снарядами Mk310 Programmable Air Burst Munition для поражения целей в дефиладе. Командование исследований, разработок и инженерии армии США помогло улучшить XM813 в основном для обеспечения безопасности и интеграции башни. Заменив пять деталей, калибр пушки можно увеличить до 40. мм. По состоянию на ноябрь 2013 года XM813 проходил испытания на Абердинском полигоне .

### ATK Sporting Group
Sporting Group ATK предлагала продукцию под несколькими брендами любителям спортивной стрельбы, полиции и военным клиентам по всему миру. В 2015 году эта группа была выделена в независимую компанию Vista Outdoor Inc. Vista Outdoor является публичной компанией со штаб-квартирой в Юте. Группа производит:
- Традиционные винтовки центрального и кольцевого воспламенения, а также дробовики.
- Боеприпасы для спортивной стрельбы, правоохранительных органов, армии и безопасности
- Аксессуары для охоты, спортивной стрельбы и отдыха на природе
- Оптика, очистка оружия, цели и системы дальности
- Тактические аксессуары для военных, правоохранительных органов и рынков безопасности
- Порох для боеприпасов и перезарядных устройств

Бренды продукции ATK для активного отдыха включают: Federal Premium Ammunition, Bushnell, Savage Arms, BLACKHAWK!, Primos, Final Approach, Uncle Mike’s, Hoppe’s, RCBS, Alliant Powder, CCI, Speer, Champion Targets, Gold Tip Arrows, Weaver Optics, Outers, Bolle., Себе и Серенгети. По состоянию на 2013 год спортивный бизнес ATK приносил почти 45 процентов доходов компании.